# Уряд Індії
Рада міністрів Республіки Індія (англ. Council of Ministers of the Republic of India) — вищий орган виконавчої влади Індії.

## Діяльність
Вища виконавча влада практично зосереджена в руках уряду (Ради міністрів) і персонально прем'єр-міністра. За конституційним звичаєм президент призначає прем'єром лідера парламентської фракції тієї партії, яка користується підтримкою більшості в Народній палаті. Уряд є колегіальним органом, що включає крім прем'єр-міністра також міністрів, що призначаються за поданням прем'єра також президентом країни. Прем'єр-міністр може з формального схвалення президента змінювати склад уряду і звільняти міністрів. Міністр повинен бути депутатом будь-якої з палат парламенту чи стати їм протягом 6 місяців. Рада міністрів відповідальна перед Народною палатою і в разі висловлення останньою вотуму недовіри може бути розпущена президентом. Проте президент за порадою прем'єр-міністра може в цьому випадку достроково розпустити нижню палату.
Рада міністрів рідко збирається у повному складі. Усі запитання керівництва країною розв'язуються кабінетом — вузьким складом уряду, куди входять керівники найважливіших галузей управління. Зазвичай рішення приймаються за загальною згодою без формального голосування. Керівники менш важливих відомств, що не є членами кабінету, називаються державними міністрами.
Місцеві уряди формуються головним міністром штату з членів партії, що перемогла на виборах до законодавчих зборів. Управління штатами побудоване за тим самим принципом, що і союзом. У його основі лежить парламентська система, за якої главою виконавчої влади є конституційний голова штату (призначається президентом країни строком на 5 років) — губернатор, який діє відповідно до рекомендацій кабінету міністрів, є відповідальним перед виборним законодавчим органом штату. Фактично так само, як і в центральному парламенті, реальною виконавчою владою володіє головний міністр штату, що затверджується губернатором.

## Голова уряду
- Прем'єр-міністр — Нарендра Моді (англ. Narendra Modi).

## Кабінет міністрів
Склад чинного уряду подано станом на 24 серпня 2016 року.
| Логотип | Міністерство                                                                   | Міністр                                                       | Фото | Час на посаді | Час на посаді | Партія | Партія | Вебсайт |
| ------- | ------------------------------------------------------------------------------ | ------------------------------------------------------------- | ---- | ------------- | ------------- | ------ | ------ | ------- |
|         | Міністерство важкої промисловості та державних підприємств                     | Анант Гіті (Anant Geete)                                      |      |               |               |        |        |         |
|         | Міністерство внутрішніх справ                                                  | Раджнат Сінгх (Rajnath Singh)                                 |      |               |               |        |        |         |
|         | Міністерство водних ресурсів                                                   | Ума Бхараті (Uma Bharati)                                     |      |               |               |        |        |         |
|         | Міністерство доріг та автомагістралей                                          | Нітін Гадкарі (Nitin Gadkari)                                 |      |               |               |        |        |         |
|         | Міністерство дрібного, малого та середнього бізнесу                            | Калрадж Мішра (Kalraj Mishra)                                 |      |               |               |        |        |         |
|         | Міністерство електроніки та інформаційних технологій                           | Раві Шанкар Прасад (Ravi Shankar Prasad)                      |      |               |               |        |        |         |
|         | Міністерство житлово-комунального господарства та пом'якшення міської бідності | Венкая Найду (M. Venkaiah Naidu)                              |      |               |               |        |        |         |
|         | Міністерство залізниць                                                         | Суреш Прабхкар Прабху (Suresh Prabhkar Prabhu)                |      |               |               |        |        |         |
|         | Міністерство закордонних справ                                                 | Сушма Сварадж (Sushma Swaraj)                                 |      |               |               |        |        |         |
|         | Міністерство інформації та мовлення                                            | Венкая Найду (M. Venkaiah Naidu)                              |      |               |               |        |        |         |
|         | Міністерство металургії                                                        | Чаудхарі Бірендер Сінгх (Chaudhary Birender Singh)            |      |               |               |        |        |         |
|         | Міністерство міського розвитку                                                 | Венкая Найду (M. Venkaiah Naidu)                              |      |               |               |        |        |         |
|         | Міністерство науки і технології                                                | Харш Вардхан (Harsh Vardhan)                                  |      |               |               |        |        |         |
|         | Міністерство оборони                                                           | Манохар Паррікар (Manohar Parrikar)                           |      |               |               |        |        |         |
|         | Міністерство охорони добробуту                                                 | Джагат Пракаш Надда (Jagat Prakash Nadda)                     |      |               |               |        |        |         |
|         | Міністерство панчаяті раджу                                                    | Нарендра Сінгх Томар (Narendra Singh Tomar)                   |      |               |               |        |        |         |
|         | Міністерство персоналу, громадських звернень та пенсій                         | Нарендра Моді (Narendra Modi)                                 |      |               |               |        |        |         |
|         | Міністерство питної води та санітарії                                          | Нарендра Сінгх Томар (Narendra Singh Tomar)                   |      |               |               |        |        |         |
|         | Міністерство природознавчих наук                                               | Харш Вардан (Harsh Vardhan)                                   |      |               |               |        |        |         |
|         | Міністерство розвитку людських ресурсів                                        | Пракаш Джавадекар (Prakash Javadekar)                         |      |               |               |        |        |         |
|         | Міністерство соціальної справедливості та розвитку                             | Тхаавар Чанд Гехлот (Thaawar Chand Gehlot)                    |      |               |               |        |        |         |
|         | Міністерство статистики та виконання державних програм                         | Садананда Говда (D. V. Sadananda Gowda)                       |      |               |               |        |        |         |
|         | Міністерство судноплавства                                                     | Нітін Гадкарі (Nitin Gadkari)                                 |      |               |               |        |        |         |
|         | Міністерство сільського господарства та фермерського добробуту                 | Радха Мохан Сінгх (Radha Mohan Singh)                         |      |               |               |        |        |         |
|         | Міністерство сільського розвитку                                               | Нарендра Сінгх Томар (Narendra Singh Tomar)                   |      |               |               |        |        |         |
|         | Міністерство текстильної промисловості                                         | Смріті Зубін Ірані (Smriti Zubin Irani)                       |      |               |               |        |        |         |
|         | Міністерство у справах жінок і дітей                                           | Манека Ганді (Maneka Gandhi)                                  |      |               |               |        |        |         |
|         | Міністерство у справах корпорацій                                              | Арун Джайтлей (Arun Jaitley)                                  |      |               |               |        |        |         |
|         | Міністерство у справах меншин                                                  | Мухтар Аббас Нагві (Mukhtar Abbas Naqvi)                      |      |               |               |        |        |         |
|         | Міністерство у справах парламенту                                              | Анант Кумар (Ananth Kumar)                                    |      |               |               |        |        |         |
|         | Міністерство у справах племен                                                  | Джуал Орам (Jual Oram)                                        |      |               |               |        |        |         |
|         | Міністерство у справах споживання, продовольства і державного постачання       | Рамвілас Пасван (Ramvilas Paswan)                             |      |               |               |        |        |         |
|         | Міністерство фінансів                                                          | Арун Джайтлей (Arun Jaitley)                                  |      |               |               |        |        |         |
|         | Міністерство харчової промисловості                                            | Харсімрат Каур Бадал (Harsimrat Kaur Badal)                   |      |               |               |        |        |         |
|         | Міністерство хімікатів і добрив                                                | Анант Кумар (Ananth Kumar)                                    |      |               |               |        |        |         |
|         | Міністерство цивільної авіації                                                 | Ашок Гаджапаті Раджу Пусапаті (Ashok Gajapathi Raju Pusapati) |      |               |               |        |        |         |
|         | Міністерство юстиції та правосуддя                                             | Раві Шанкар Прасад (Ravi Shankar Prasad)                      |      |               |               |        |        |         |

### Державні міністри
- Державний міністр Індії з аюрведи, йоги, натуропатії, унані, сідхи та гомеопатії — Шріпад Єссо Найк (англ. Shripad Yesso Naik).
- Державний міністр вугілля Індії — Піюш Гоял (англ. Piyush Goyal).
- Державний міністр торгівлі та промисловості Індії — Нірмала Сітараман (англ. Nirmala Sitharaman).
- Державний міністр зв'язку Індії — Манож Сінха (англ. Manoj Sinha).
- Державний міністр культури Індії — Махеш Шарма (англ. Mahesh Sharma).
- Державний міністр розвитку Північно-Східного регіону Індії — Джитендра Сінгх (англ. Jitendra Singh).
- Державний міністр екології, лісу та кліматичних змін Індії — Аніл Мадхав Дав (англ. Anil Madhav Dave).
- Державний міністр праці та зайнятості Індії — Бандару Даттатрея (англ. Bandaru Dattatreya).
- Державний міністр гірничої промисловості Індії — Піюш Гоял (англ. Piyush Goyal).
- Державний міністр відновлювальної енергетики Індії — Піюш Гоял (англ. Piyush Goyal).
- Державний міністр нафти й газу Індії — Дхармендра Прадхан (англ. Dharmendra Pradhan).
- Державний міністр планування Індії — Індерджит Сінгх Рао (англ. Inderjit Singh Rao).
- Державний міністр енергетики Індії — Піюш Гоял (англ. Piyush Goyal).
- Державний міністр розвитку професійних навичок та підприємництва Індії — Раджив Пратап Руді (англ. Rajiv Pratap Rudy).
- Державний міністр туризму Індії — Махеш Шарма (англ. Mahesh Sharma).
- Державний міністр Індії у справах молоді та спорту — Віджай Гоел (англ. Vijay Goel).
- Голова Державного департаменту Індії з атомної енергетики — Нарендра Моді (англ. Narendra Modi).
- Голова Державного космічного департаменту Індії — Нарендра Моді (англ. Narendra Modi).
- Голова Центрального резервного банку — Рагхурам Раджан (англ. Raghuram Rajan).

## Будівля
- Будівля Секретаріату (Нью-Делі)